# Чистец Комарова
Чистец Комарова (лат. Stáchys komarovii) — вид многолетних травянистых растений рода Чистец (Stachys) семейства Яснотковые (Lamiaceae).

## Распространение и экология
Распространён в Приморье.
Растёт на сырых лугах.

## Ботаническое описание
Стебли восходящие, прямые, наверху часто ветвистые, высотой 40—70 см.
Листья продолговато-яйцевидные, у основания сердцевидные, кверху притупленно-острые; стеблевые — гордчатые или слегка зазубренные, длиной 6—6,5 см, шириной 3—3,5 см; прицветные, схожие, уменьшенные; верхушечные много короче. Нижние листья короткочерешковые, верхние — почти сидячие.
Соцветие колосовидное, мутовки 6—8-цветковые, нижние коротко расставленные, верхние — сближенные; прицветники щетинковидные; чашечка трубчато-колокольчатая, с треугольно-ланцетными зубцами, равными трубке или короче её; венчик бледно-розовый, верхняя губа продолговатая.
Орешки широко-округлые, голые, тёмно-бурые, мелкоячеистые.

## Классификация

### Таксономия
Вид Чистец Комарова входит в род Чистец (Stachys) подсемейства Яснотковые (Lamioideae) семейства Яснотковые (Lamiaceae) порядка Ясноткоцветные (Lamiales).
|  |                                      |  |                                                             |                                                             |                      |  | ещё около 20 семейств (согласно Системе APG II) | ещё около 20 семейств (согласно Системе APG II) |                         |  |  |  | ещё около 35 родов  | ещё около 35 родов  |  |  |
|  |                                      |  |                                                             |                                                             |                      |  | ещё около 20 семейств (согласно Системе APG II) | ещё около 20 семейств (согласно Системе APG II) |                         |  |  |  | ещё около 35 родов  | ещё около 35 родов  |  |  |
|  |                                      |  |                                                             | порядок Ясноткоцветные                                      |                      |  |                                                 |                                                 | подсемейство Яснотковые |  |  |  |                     | вид Чистец Комарова |  |  |
|  |                                      |  |                                                             | порядок Ясноткоцветные                                      |                      |  |                                                 |                                                 | подсемейство Яснотковые |  |  |  |                     | вид Чистец Комарова |  |  |
|  | отдел Цветковые, или Покрытосеменные |  |                                                             |                                                             | семейство Яснотковые |  |                                                 |                                                 | род Чистец              |  |  |  |                     |                     |  |  |
|  | отдел Цветковые, или Покрытосеменные |  |                                                             |                                                             |                      |  |                                                 |                                                 |                         |  |  |  |                     |                     |  |  |
|  |                                      |  | ещё 44 порядка цветковых растений (согласно Системе APG II) | ещё 44 порядка цветковых растений (согласно Системе APG II) |                      |  |                                                 | ещё 7 подсемейств                               | ещё 7 подсемейств       |  |  |  | ещё более 300 видов |                     |  |  |
|  |                                      |  |                                                             | ещё 44 порядка цветковых растений (согласно Системе APG II) |                      |  |                                                 |                                                 | ещё 7 подсемейств       |  |  |  |                     |                     |  |  |